# Svängbädd
Svängbädd var ett mekaniskt redskap som konstruerades i början av 1800-talet med syfte att bota sinnessjuka med chockterapi.  
Svängbädden var en underlig karusell eller centrifug med en brits i ena ändan av en horisontell tvärslå, som medelst ett hjulverk drevs runt. I denna fastbands den sjuka i liggande ställning och med huvudet i periferin. Svängbäddens hastighet kunde uppdrivas till 125 varv i minuten. På detta sätt kringsvängde man de sinnessjuka, så att blödningar uppstod på ögonens bindehinnor; de tjöt av fasa och förtvivlan, och den avsedda effekten att uppväcka deras fruktan uteblev ej. Emellertid visade det sig snart, att dessa sannskyldiga tortyrredskap icke medförde den minsta nytta, och de utdömdes därför ur sinnessjukvården.